# Григино (Ленинградская область)
Григино — деревня в Шугозёрском сельском поселении Тихвинского района Ленинградской области.

## История
Деревня Гридино упоминается в переписи 1710 года в Никольском Явосемском погосте Заонежской половины Обонежской пятины.

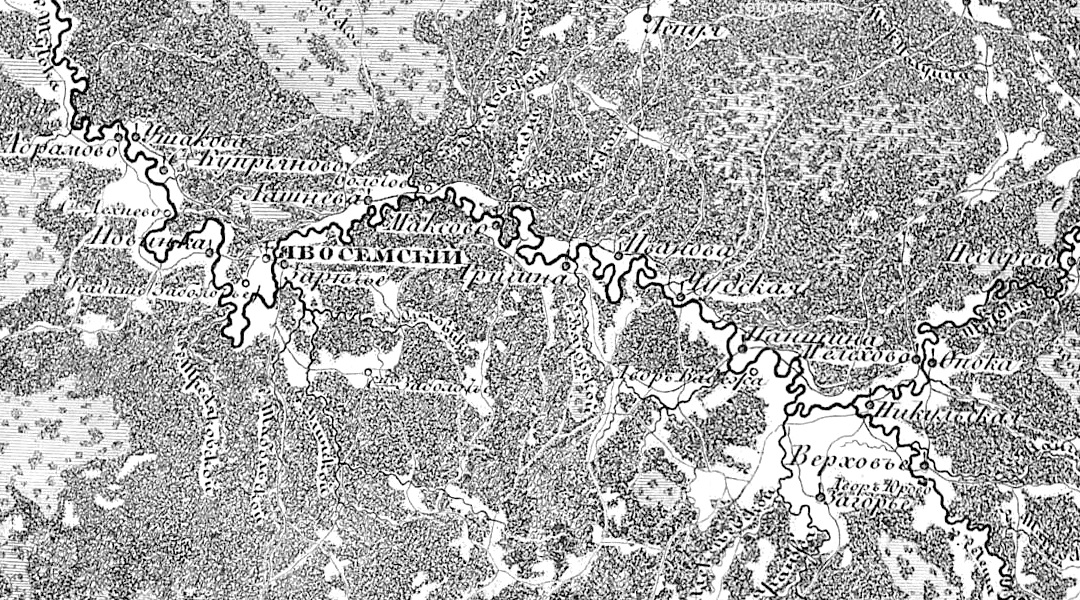
Деревня Григино на карте 1847 года

Согласно семитопографической карте Новгородской губернии 1847 года деревня называлась Григина.

ГРИГИНО — деревня Чудского общества, прихода Явосемского погоста. Река Явосьма.

Крестьянских дворов — 19. Строений — 30, в том числе жилых — 21.

Число жителей по семейным спискам 1879 г.: 64 м. п., 57 ж. п.; по приходским сведениям 1879 г.: 54 м. п., 54 ж. п.

В конце XIX — начале XX века деревня административно относилась к Кузьминской волости 2-го земского участка 2-го стана Тихвинского уезда Новгородской губернии.

БОЛЬШОЕ ГРИГИНО (ГРЕЧИНО) — деревня Чудского общества, дворов — 26, жилых домов — 46, число жителей: 72 м. п., 80 ж. п. 

Занятия жителей — земледелие, лесные промыслы. Река Явосьма. Часовня, мелочная лавка, кузница, смежна с деревней Малое Григино.
 
МАЛОЕ ГРИГИНО — деревня Чудского общества, дворов — 5, жилых домов — 10, число жителей: 24 м. п., 24 ж. п. 

Занятия жителей — земледелие, рубка и сплав леса. Река Явосьма. Земская школа, смежна с деревней Большое Григино. 
(1910 год)

По сведениям на 1 января 1913 года в деревне Большое Григино было 194 жителя из них детей в возрасте от 8 до 11 лет — 27 человек, в деревне Малое Григино было 44 жителя из них детей в возрасте от 8 до 11 лет — 4 человека. В деревне находилась земская школа.
С 1917 по 1918 год деревни Большое Григино и Малое Григино входили в состав Кузьминской волости Тихвинского уезда Новгородской губернии. 
С 1918 года в составе Череповецкой губернии.
С 1924 года в составе Капшинской волости.
С 1927 года в составе Явосемского сельсовета Капшинского района.
Согласно карте Ленинградской области Северо-западного аэрогеодезического треста ГГУ издания 1932 года деревня насчитывала 24 крестьянских двора. В деревне находился сельсовет:
| Внешние изображения | Внешние изображения                |
| ------------------- | ---------------------------------- |
|                     | Деревня Григино на карте 1932 года |

По данным 1933 года деревня Григино (Гришино) являлась административным центром Явосемского сельсовета Капшинского района Ленинградской области, в который входили 15 населённых пунктов: деревни Болотово, Большая Палуя, Большое Григино, Возгрино, Иваново, Лепуя, Лианозово, Лобаново, Максово, Малая Палуя, Малое Григино, Паньшино, Пильтяк, Саруя, Чудское, общей численностью населения 1534 человека.
По данным 1936 года в состав Явосемского сельсовета входили 14 населённых пунктов, 340 хозяйств и 11 колхозов.
В 1940 году население деревень Большое Григино и Малое Григино составляло 208 человек.
В 1961 году население деревень составляло 160 человек.
С 1963 года в составе Тихвинского района.
По данным 1966, 1973 и 1990 годов деревня Григино входила в состав Явосемского сельсовета и являлась его административным центром.
В 1997 году в деревне Григино Шугозёрской волости проживали 33 человека, в 2002 году — 36 человек (русские — 94 %).
В 2007 году в деревне Григино Шугозёрского СП проживали 23 человека, в 2010 году — 7.

## География
Деревня расположена в северо-восточной части района на автодороге 41К-885 (Шугозеро — Никульское) в месте примыкания к ней автодороги 41К-918 (Григино — Лизаново).
Расстояние до административного центра поселения — 22 км.
Расстояние до ближайшей железнодорожной станции Тихвин — 88 км.
Через деревню протекает река Явосьма.

## Демография
| 2007 | 2010 | 2017 |
| ---- | ---- | ---- |
| 23   | ↘7   | ↗19  |

### Национальный состав
Согласно данным Всероссийской переписи населения 2021 года в деревне проживали 24 человека, все русские.

## Улицы
Береговая, Молочная, Почтовая, Трудящихся.